# Prague Open 1998
Il Prague Open 1998 è stato un torneo di tennis giocato sulla terra rossa. 
È stata la 8ª edizione del torneo, che fa parte della categoria Tier III nell'ambito del WTA Tour 1998 e della categoria ATP Challenger Series nell'ambito dell'ATP Challenger Series 1998.
Il torneo maschile è giocato dal 20 al 26 aprile, quello femminile dal 6 al 12 luglio 1998 a Praga in Repubblica Ceca.

## Vincitori

### Singolare maschile
Michal Tabara ha battuto in finale  Wolfgang Schranz con il punteggio di 6–2, 6–1

### Singolare
Jana Novotná ha battuto in finale  Sandrine Testud con il punteggio di 6–3, 6–0

### Doppio
Joan Balcells /  Nenad Zimonjić hanno battuto in finale  Jiří Novák /  Radek Štěpánek con il punteggio di 7–6, 7–6
 Silvia Farina /  Karina Habšudová hanno battuto in finale  Květa Hrdličková /  Michaela Paštiková con il punteggio di 2–6, 6–1, 6–2